# 282
Évszázadok: 2. század – 3. század – 4. század
Évtizedek: 230-as évek – 240-es évek – 250-es évek – 260-as évek – 270-es évek – 280-as évek – 290-es évek – 300-as évek – 310-es évek – 320-as évek – 330-as évek
Évek: 277 – 278 – 279 – 280 –  281 – 282 – 283 – 284 – 285 – 286 – 287

## Események

### Római Birodalom
- Probus császárt és Victorinust választják consulnak.
- Probus elhagyja Rómát, hogy hadjáratot szervezzen a perzsák ellen és útközben megáll szülővárosában, Sirmiumban.
- A császár különböző munkálatokra küldi katonáit Pannóniában, többek között mocsarakat csapoltat le velük. A katonák emiatt szeptemberben vagy októberben fellázadnak és meggyilkolják Probust, majd a praetorianus gárda parancsnokát, Marcus Numerius Carust kiáltják ki császárrá (más források szerint Carus fellázadt Raetiában, Probus elküldte ellene seregeit és a megmaradt katonák ölték meg őt).
- Carus megbünteti elődje gyilkosait és caesari (trónörökösi) rangra emeli két fiát, Carinust és Numerianust. Elődjeitől eltérően nem keresi császárrá választásának jóváhagyását a szenátustól.

## Halálozások
- Probus, római császár

## Fordítás
- Ez a szócikk részben vagy egészben  a(z)   282 című angol Wikipédia-szócikk ezen változatának fordításán alapul.  Az eredeti cikk szerkesztőit annak laptörténete sorolja fel. Ez a jelzés csupán a megfogalmazás eredetét és a szerzői jogokat jelzi, nem szolgál a cikkben szereplő információk forrásmegjelöléseként.